# Steinbach (Fernwald)
Steinbach ist ein Ortsteil der Gemeinde Fernwald im mittelhessischen Landkreis Gießen. Nahegelegene Ortschaften sind die Ortsteile der Gemeinde Fernwald Albach und Annerod sowie Pohlheim-Garbenteich.

## Ortsgeschichte

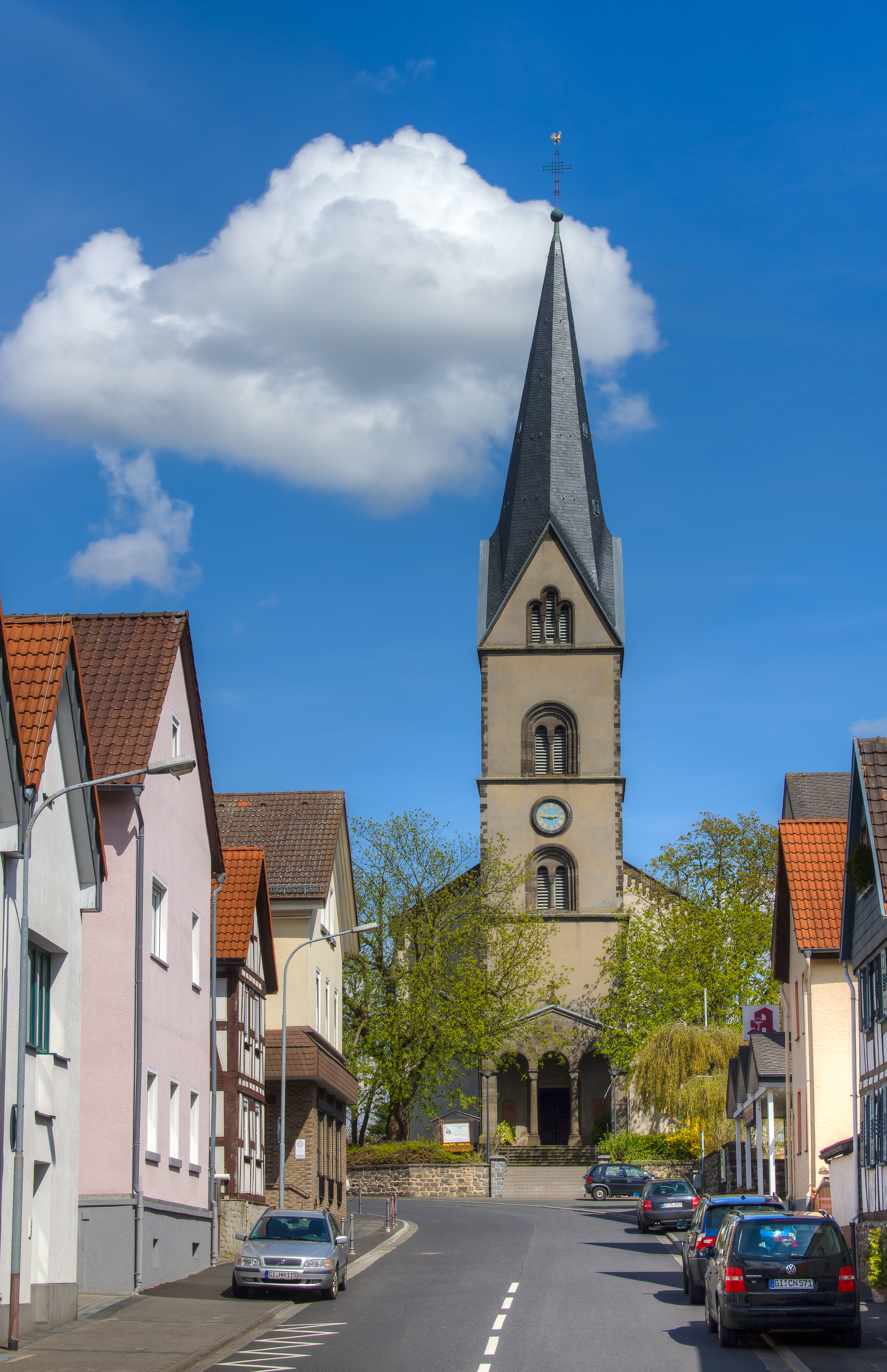
Ortskern mit evangelischer Kirche

### Mittelalter
Die vermeintliche Ersterwähnung von Steinbach aus dem Jahre 1141 ist eine Fälschung des 13. Jahrhunderts. In Steinbach ist seit dem 13. Jahrhundert Besitz des Klosters Arnsburg belegt. Eine Urkunde aus dem Jahr 1248 spricht von „... super bonis in Steinbach“ (unter den Gütern in Steinbach) sowie 1302 von „bona sita in Stenbach.“
Der Ortsname wird auf den Namen eines Baches, des Steinbachs, zurückgeführt.
Das Dorf hatte immer einen regen Kontakt zu Kloster Schiffenberg. Dorthin wurde bis 1809 noch der Zehnte gezahlt.

### Neuzeit
Die Statistisch-topographisch-historische Beschreibung des Großherzogthums Hessen berichtet 1830 über Steinbach:

„Steinbach (L. Bez. Giessen) evangel. Pfarrdorf; liegt 1 St. von Giessen, hat 122 Häuser und 736 Einwohner, die außer 8 Katholiken und 36 Juden evangelisch sind. – Clementia, Gräfin von Gleiberg und Stifterin des Klosters Schiffenberg, setzte durch eine Urkunde vest, daß die sechs Dörfer, welche auf den neuen Anrodungen im Wiesecker Wald, angelegt worden, nach Schiffenberg eingepfarrt werden sollten, und durch eine Urkunde von 1145 weißt der Erzbischof Albero diese sechs Dörfer, unter denen sich Steinbach befand, der Kirche zu Schiffenberg zu. Ein Konradsrode lag in der Nähe, und der Name des Konradsröder Feldes bei Steinbach soll noch bekannt seyn.“

Am 23. Oktober 1719 kam es in Steinbach zu einem großen Brand, bei dem rund 40 Gebäude (Häuser, Ställe, Scheunen) verbrannten. Ein weiterer Großbrand im Jahr 1842 zerstörte dann fast den ganzen Ort, inklusive der alten Kirche. Daraufhin wurde von 1845 bis 1848 die evangelische Kirche Steinbach in ihrer heutigen Form neu erbaut.
Hessische Gebietsreform (1970–1977)
Im Zuge der Gebietsreform in Hessen schloss sich die Gemeinde Steinbach am 31. Dezember 1971 freiwillig mit den Gemeinden Annerod und Albach zur Gemeinde Fernwald zusammen.

### Verwaltungsgeschichte im Überblick
Die folgende Liste zeigt die Staaten und Verwaltungseinheiten, denen Steinbach angehört(e):
- vor 1567: Heiliges Römisches Reich, Landgrafschaft Hessen, Amt Gießen[12]
- ab 1567: Heiliges Römisches Reich, Landgrafschaft Hessen-Marburg, Amt Gießen
- 1604–1648: Heiliges Römisches Reich, strittig zwischen Landgrafschaft Hessen-Darmstadt und Landgrafschaft Hessen-Kassel (Hessenkrieg)
- ab 1604: Heiliges Römisches Reich, Landgrafschaft Hessen-Darmstadt, Oberfürstentum Hessen, Oberamt Gießen (ab 1789), Gericht Steinbach[13]
- ab 1806: Großherzogtum Hessen,[Anm. 2] Fürstentum Ober-Hessen, Landamt Gießen[14][15]
- ab 1815: Großherzogtum Hessen, Provinz Oberhessen, Landamt Gießen[16]
- ab 1821: Großherzogtum Hessen, Provinz Oberhessen, Landratsbezirk Gießen[Anm. 3]
- ab 1832: Großherzogtum Hessen, Provinz Oberhessen, Kreis Grünberg
- ab 1837: Großherzogtum Hessen, Provinz Oberhessen, Kreis Gießen
- ab 1848: Großherzogtum Hessen, Regierungsbezirk Gießen
- ab 1852: Großherzogtum Hessen, Provinz Oberhessen, Kreis Gießen
- ab 1867: Norddeutscher Bund,[Anm. 4] Großherzogtum Hessen, Provinz Oberhessen, Kreis Gießen
- ab 1871: Deutsches Reich, Großherzogtum Hessen, Provinz Oberhessen, Kreis Gießen
- ab 1918: Deutsches Reich (Weimarer Republik), Volksstaat Hessen, Provinz Oberhessen, Kreis Gießen
- ab 1938: Deutsches Reich, Volksstaat Hessen, Landkreis Gießen[17][Anm. 5]
- ab 1945: Amerikanische Besatzungszone,[Anm. 6] Groß-Hessen, Regierungsbezirk Darmstadt, Landkreis Gießen
- ab 1946: Amerikanische Besatzungszone, Hessen, Regierungsbezirk Darmstadt, Landkreis Gießen
- ab 1949: Bundesrepublik Deutschland, Hessen, Regierungsbezirk Darmstadt, Landkreis Gießen
- ab 1972: Bundesrepublik Deutschland, Hessen, Regierungsbezirk Darmstadt, Landkreis Gießen, Gemeinde Fernwald
- ab 1977: Bundesrepublik Deutschland, Hessen, Regierungsbezirk Darmstadt, Lahn-Dill-Kreis, Gemeinde Fernwald
- ab 1979: Bundesrepublik Deutschland, Hessen, Regierungsbezirk Darmstadt, Landkreis Gießen, Gemeinde Fernwald
- ab 1981: Bundesrepublik Deutschland, Hessen, Regierungsbezirk Gießen, Landkreis Gießen, Gemeinde Fernwald

### Gerichte seit 1803
In der Landgrafschaft Hessen-Darmstadt wurde mit Ausführungsverordnung vom 9. Dezember 1803 das Gerichtswesen neu organisiert. Für die Provinz Oberhessen wurde das „Hofgericht Gießen“ eingerichtet. Es war für normale bürgerliche Streitsachen Gericht der zweiten Instanz, für standesherrliche Familienrechtssachen und Kriminalfälle die erste Instanz. Die Rechtsprechung der ersten Instanz wurde durch die Ämter bzw. Standesherren vorgenommen und somit war für Steinbach das „Landamt Gießen“ zuständig. Nach der Gründung des Großherzogtums Hessen 1806 wurden die Aufgaben der ersten Instanz 1821 im Rahmen der Trennung von Rechtsprechung und Verwaltung auf die neu geschaffenen Land- bzw. Stadtgerichte übertragen. „Landgericht Gießen“ war daher von 1821 bis 1879 die Bezeichnung für das erstinstanzliche Gericht, das für Steinbach zuständig war.
Anlässlich der Einführung des Gerichtsverfassungsgesetzes am 1. Oktober 1879 wurden die bisherigen Land- und Stadtgerichte im Großherzogtum Hessen aufgehoben und durch Amtsgerichte an gleicher Stelle ersetzt, ebenso verfuhr man mit den als Obergerichten fungierenden Hofgerichten, deren Funktion nun die neu errichteten Landgerichte übernahmen. Die Bezirke des Stadt- und des Landgerichts Gießen wurden zusammengelegt und bildeten nun zusammen mit den vorher zum Landgericht Grünberg gehörigen Orten Allertshausen und Climbach den Bezirk des neu geschaffenen Amtsgerichts Gießen, welches seitdem zum Bezirk des als Obergericht neu errichteten Landgerichts Gießen gehört. Zwischen dem 1. Januar 1977 und  1. August 1979 trug das Gericht den Namen „Amtsgericht Lahn-Gießen“ der mit der Auflösung der Stadt Lahn wieder in „Amtsgericht Gießen“ umbenannt wurde.

## Bevölkerung

### Einwohnerstruktur 2011
Nach den Erhebungen des Zensus 2011 lebten am Stichtag dem 9. Mai 2011 in Steinbach 2811 Einwohner. Darunter waren 102 (3,6 %) Ausländer.
Nach dem Lebensalter waren 417 Einwohner unter 18 Jahren, 1242 zwischen 18 und 49, 597 zwischen 50 und 64 und 555 Einwohner waren älter.
Die Einwohner lebten in 1257 Haushalten. Davon waren 363 Singlehaushalte, 411 Paare ohne Kinder und 360 Paare mit Kindern, sowie 90 Alleinerziehende und 33 Wohngemeinschaften. In 234 Haushalten lebten ausschließlich Senioren und in 873n Haushaltungen lebten keine Senioren.

### Einwohnerentwicklung
| • 1502: | 18 Männer                                                                                              |
| • 1577: | 73 Hausgesesse                                                                                         |
| • 1630: | 2 dreispännige, 8 zweispännige, 21 einspännige Ackerleute, 16 Einläuftige, 8 Witwen, 4 Vormundschaften |
| • 1669: | 276 Seelen                                                                                             |
| • 1742: | 3 Geistliche/ Beamte, 115 Untertanen, 43 Junge Mannschaften, 5 Beisassen/ Juden                        |
| • 1791: | 523 Einwohner                                                                                          |
| • 1800: | 545 Einwohner                                                                                          |
| • 1806: | 656 Einwohner, 110 Häuser                                                                              |
| • 1829: | 736 Einwohner, 122 Häuser                                                                              |
| • 1867: | 1009 Einwohner, 158 Häuser                                                                             |

| Steinbach: Einwohnerzahlen von 1791 bis 2011 | Steinbach: Einwohnerzahlen von 1791 bis 2011 | Steinbach: Einwohnerzahlen von 1791 bis 2011 | Steinbach: Einwohnerzahlen von 1791 bis 2011 | Steinbach: Einwohnerzahlen von 1791 bis 2011 |
| --- | -------------------------------------------- | -------------------------------------------- | -------------------------------------------- | -------------------------------------------- |
| Jahr |                                              |                                              |                                              | Einwohner                                    |
| 1791 | 1791                                         |                                              | 523                                          | 523                                          |
| 1800 | 1800                                         |                                              | 545                                          | 545                                          |
| 1806 | 1806                                         |                                              | 656                                          | 656                                          |
| 1829 | 1829                                         |                                              | 736                                          | 736                                          |
| 1834 | 1834                                         |                                              | 766                                          | 766                                          |
| 1840 | 1840                                         |                                              | 837                                          | 837                                          |
| 1846 | 1846                                         |                                              | 852                                          | 852                                          |
| 1852 | 1852                                         |                                              | 916                                          | 916                                          |
| 1858 | 1858                                         |                                              | 953                                          | 953                                          |
| 1864 | 1864                                         |                                              | 1.004                                        | 1.004                                        |
| 1871 | 1871                                         |                                              | 979                                          | 979                                          |
| 1875 | 1875                                         |                                              | 970                                          | 970                                          |
| 1885 | 1885                                         |                                              | 1.003                                        | 1.003                                        |
| 1895 | 1895                                         |                                              | 979                                          | 979                                          |
| 1905 | 1905                                         |                                              | 1.016                                        | 1.016                                        |
| 1910 | 1910                                         |                                              | 1.094                                        | 1.094                                        |
| 1925 | 1925                                         |                                              | 1.112                                        | 1.112                                        |
| 1939 | 1939                                         |                                              | 1.271                                        | 1.271                                        |
| 1946 | 1946                                         |                                              | 1.756                                        | 1.756                                        |
| 1950 | 1950                                         |                                              | 1.885                                        | 1.885                                        |
| 1956 | 1956                                         |                                              | 1.795                                        | 1.795                                        |
| 1961 | 1961                                         |                                              | 1.875                                        | 1.875                                        |
| 1967 | 1967                                         |                                              | 1.934                                        | 1.934                                        |
| 1980 | 1980                                         |                                              | ?                                            | ?                                            |
| 1990 | 1990                                         |                                              | ?                                            | ?                                            |
| 2000 | 2000                                         |                                              | ?                                            | ?                                            |
| 2011 | 2011                                         |                                              | 2.811                                        | 2.811                                        |
| Datenquelle: Historisches Gemeindeverzeichnis für Hessen: Die Bevölkerung der Gemeinden 1834 bis 1967. Wiesbaden: Hessisches Statistisches Landesamt, 1968. Weitere Quellen: ; Zensus 2011 |                                              |                                              |                                              |                                              |

### Historische Religionszugehörigkeit
| • 1830: | 0692 evangelische (= 94,0 %), 8 katholische (= 1,1 %), 36 jüdische (=?$,9 %) Einwohner |
| • 1961: | 1491 evangelische (= 79,5 %), 360 römisch-katholische (= 19,2 %) Einwohner             |

### Historische Erwerbstätigkeit
| • 1961: | Erwerbspersonen: 265 Land- und Forstwirtschaft, 450 Produzierendes Gewerbe, 14 Handel, Verkehr und Nachrichtenübermittlung, 172 Dienstleistungen und Sonstige. |

## Wappen
Beschreibung: „In Rot auf ein goldenes Schrägkreuz aufgelegt ein silbernes, mit einem durchgehenden schwarzen Kreuz belegtes Herzschild.“
Der Deutschordensschild und das Gleiberger (Merenberger) Schrägkreuz stehen für deren Besitzrechte in Steinbach.

## Wirtschaft
Die Firma Rinn Beton- und Naturstein betreibt in Steinbach ein Werk zur Produktion von Betonwerksteinen.

## Verkehr
Steinbach liegt westlich der Bundesautobahn 5 direkt an der Anschlussstelle Fernwald. Durch Steinbach führt die Landesstraße 3129. Die Bundesstraße 457 führte bis 1981 ebenfalls durch den Ort, wurde dann aber auf eine Umgehungsstraße südwestlich des Ortes verlegt.

## Persönlichkeiten
- Carl Roth (1884–1967), Politiker (SPD)
- Axel Redmer (* 1951), Politiker (SPD)